# Terra Indígena Kapinawá
A Terra Indígena Kapinawá é uma terra indígena brasileira, de usufruto do povo Capinauá, localizada no estado de Pernambuco. Foi homologada pelo presidente Fernando Henrique Cardoso em 14/12/1998. Ocupa uma área de 12.403 ha (veja o mapa), no município de Buíque.
Segundo a FUNAI (2002), existem 147 famílias fora do perímetro da terra demarcada. Destas, 45 habitam o perímetro do Parque Nacional do Catimbau.  Os índios reivindicam um novo estudo sobre a terra indígena, contemplando locais onde há registros rupestres e sítios arqueológicos, além das áreas habitadas pelas famílias "desaldeadas".